# Сетумаа
Се́тумаа (или Сетукезия; выр. Setomaa, эст. Setumaa) — историческая область обитания народа сету, в буквальном переводе «земля сету». Разделена административно на две части: одна часть находятся в Эстонии (волость Сетомаа, уезд Вырумаа), другая находится в Печорском районе Псковской области на территории Российской Федерации.
В состав Сетумаа входят 12 нулков.
По Тартускому мирному договору между Эстонией и Советской Россией от 2 февраля 1920 года, весь Печорский край (западная часть Псковского уезда) отошёл к Эстонии. Из Сетумаа образовали уезд с названием Петсеримаа (Печорский уезд), уездным центром стали Печоры (эст. Petseri).
23 августа 1944 года была создана Псковская область. 16 января 1945 года указом Президиума Верховного Совета РСФСР в неё вошёл Печорский район, организованный из 8 волостей и города Печоры, входивших ранее в состав Эстонии. Граница между РСФСР и Эстонской ССР разделила Сетумаа на две части.
В результате административной реформы местных самоуправлений Эстонии в 2017 году была создана волость Сетомаа, в которую вошли все населённые пункты Эстонии, основанные сету.
В переписи населения Эстонии 2011 года сету в перечне национальностей выделены не были . Большинство жителей деревень Сетомаа указали своей национальностью эстонскую.
По данным Департамента статистики Эстонии, на 1 января 2021 года в волости Сетомаа проживали 3249 человек, по данным Регистра народонаселения на ту же дату — 3114 (данные отличаются в связи с различиями в методиках расчёта).
По данным переписи населения России 2002 года, на территории России проживали 197 эстонцев-сету.

## Галерея

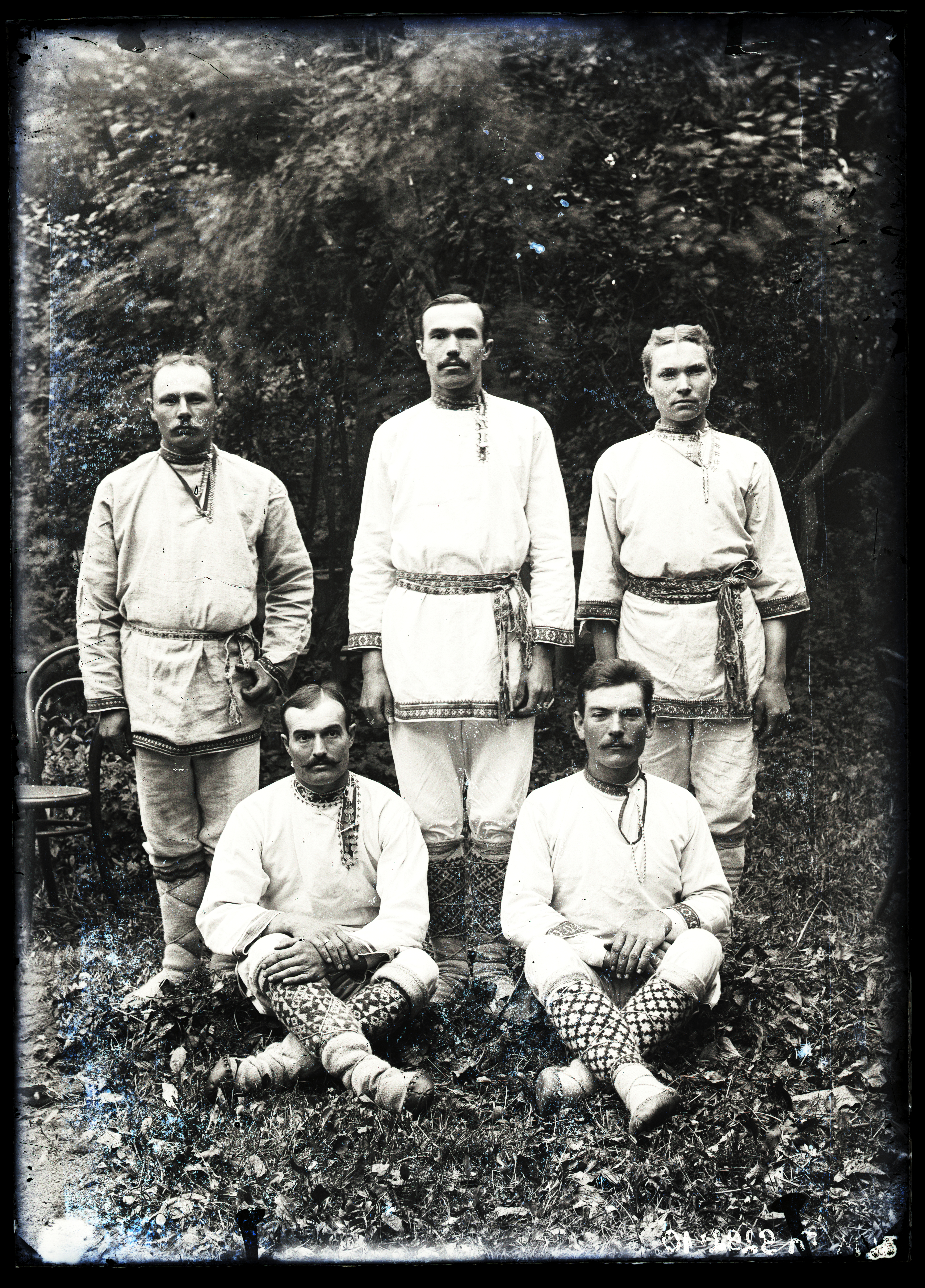
Мужской хор сету на празднике песни 1896 года
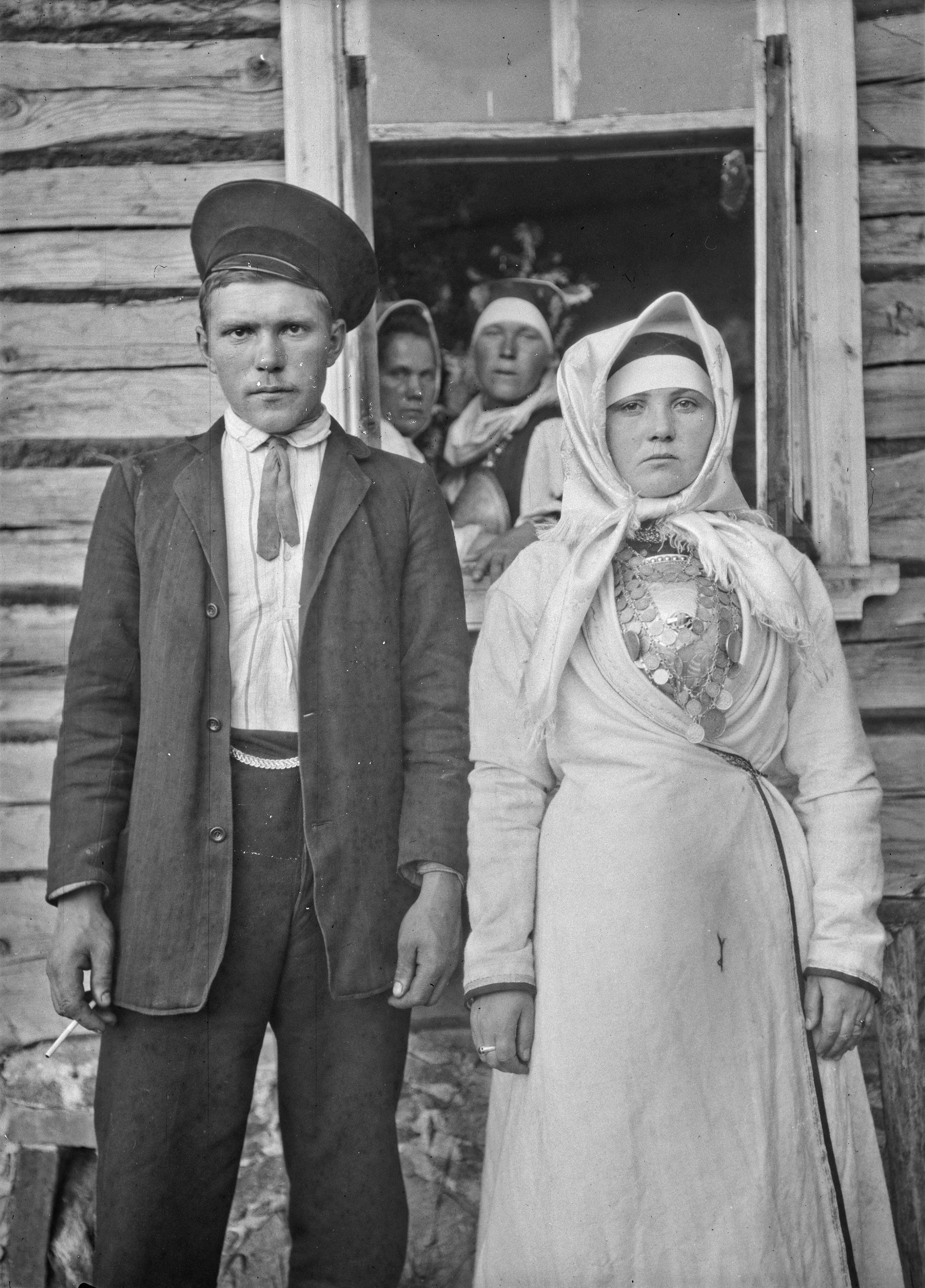
Сетуские жених и невеста, 1912 год
Хоровая группа сетуских женщин. Деревня Веретиня, 1912 год
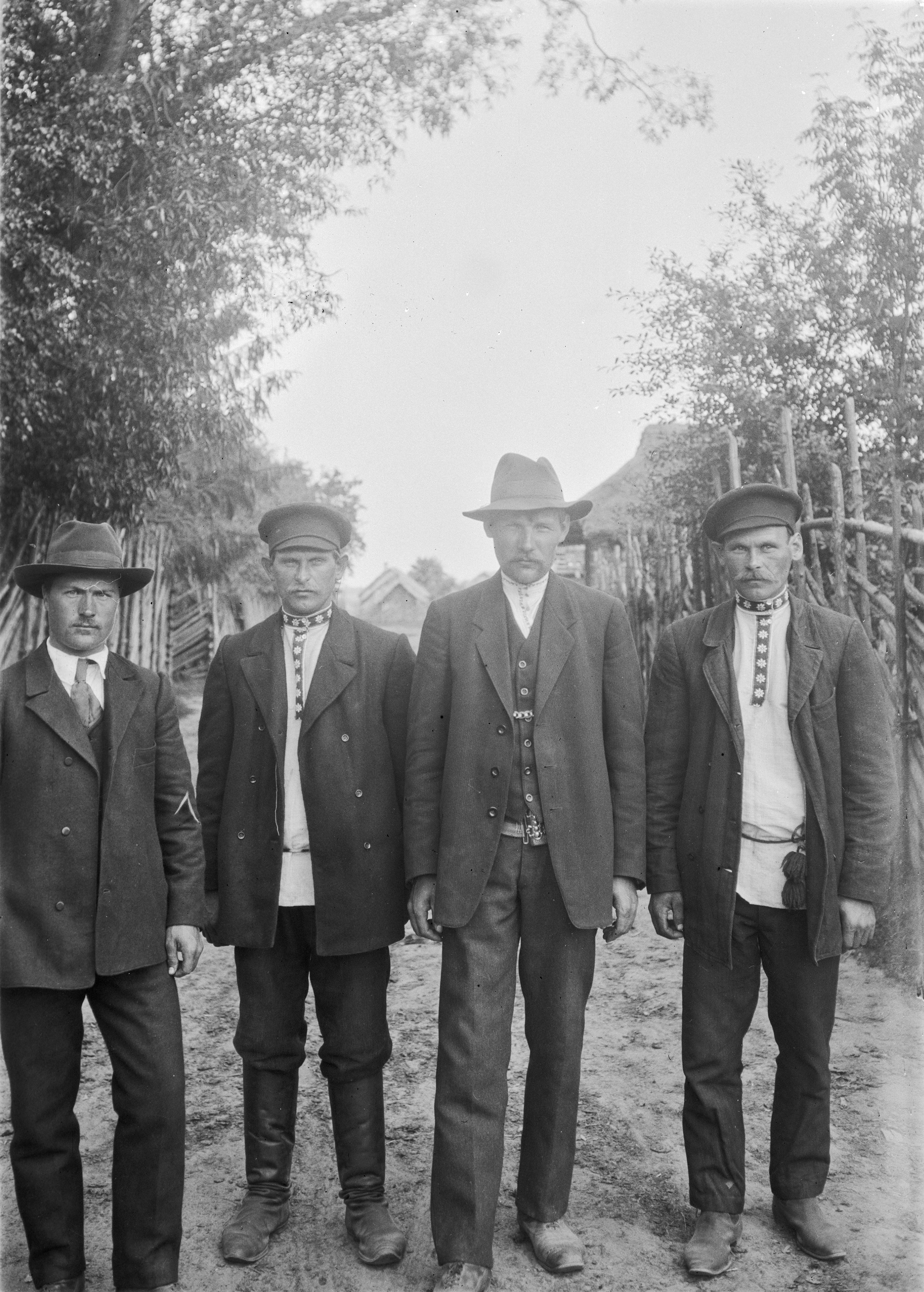
Мужская хоровая группа. Деревня Ваартси, 1912 год
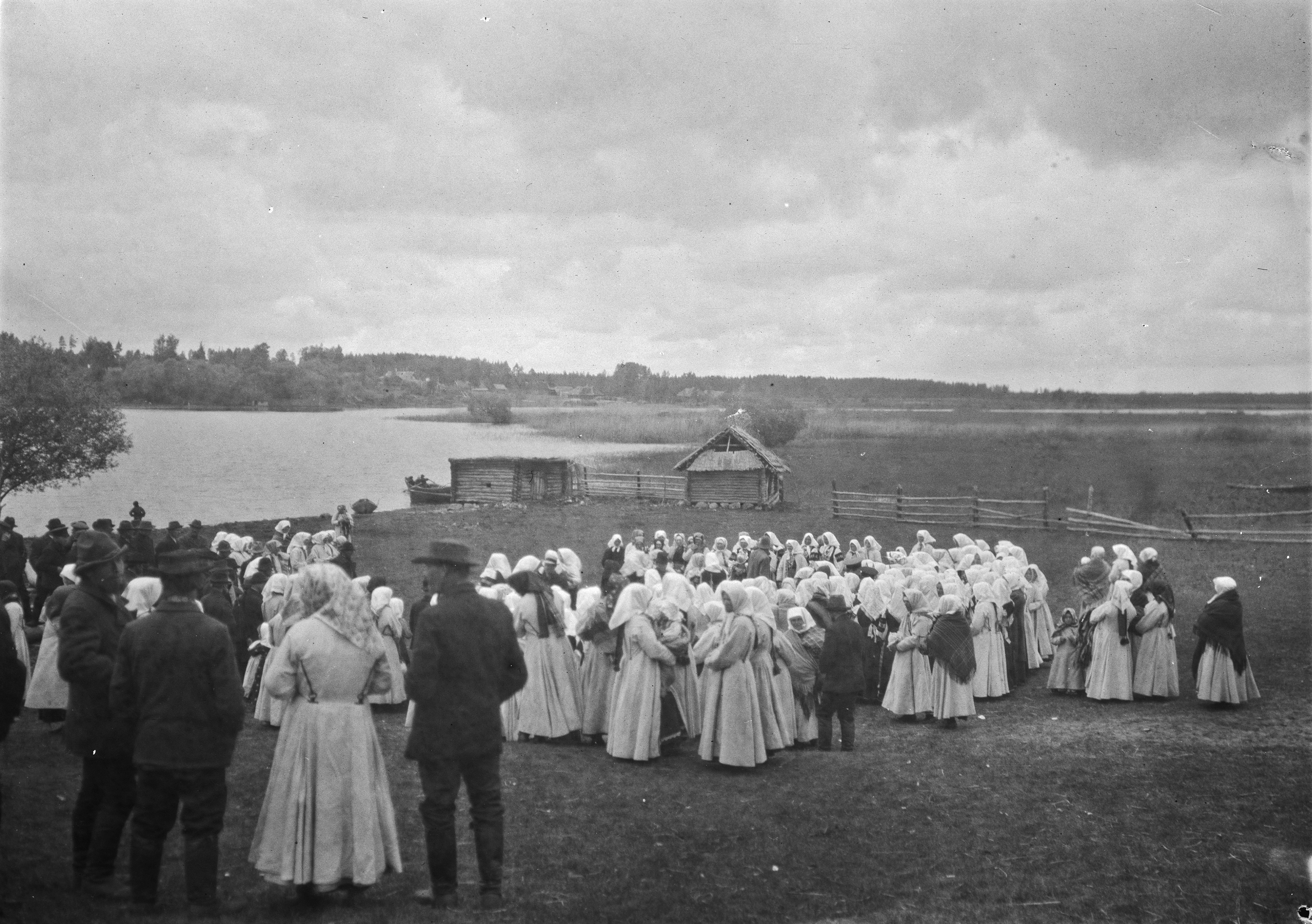
Танцевальная вечеринка на празднике сету «Кирмаш». Деревня Лоботка, 1912 год
Сетуские мужчины после купания. Деревня Уусвада, 1913 год
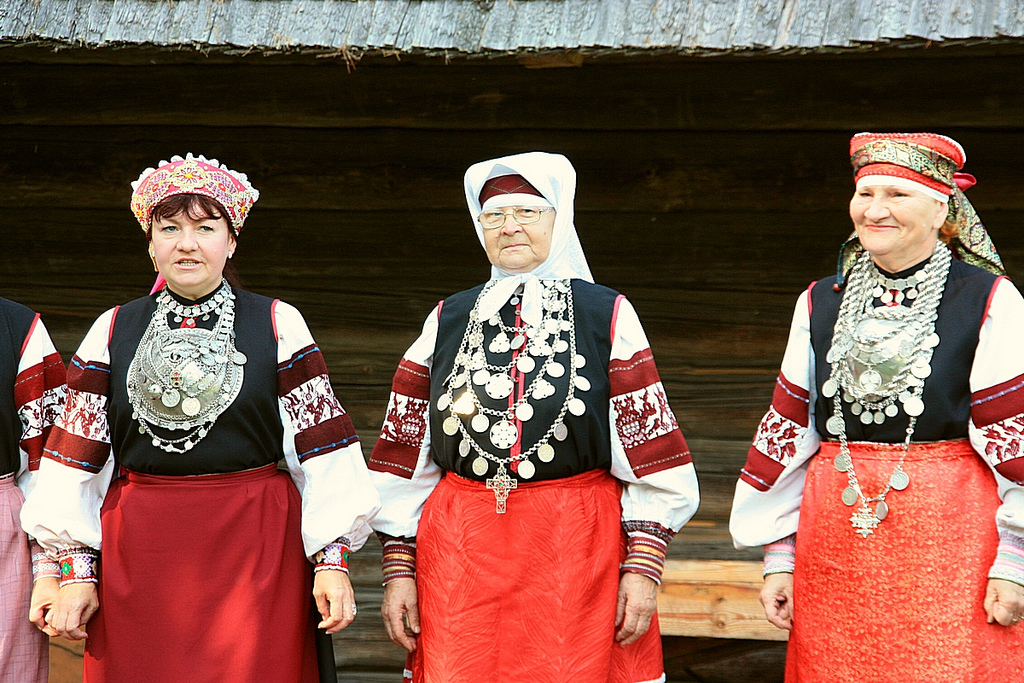
Национальная одежда женщин сету, 2012 год
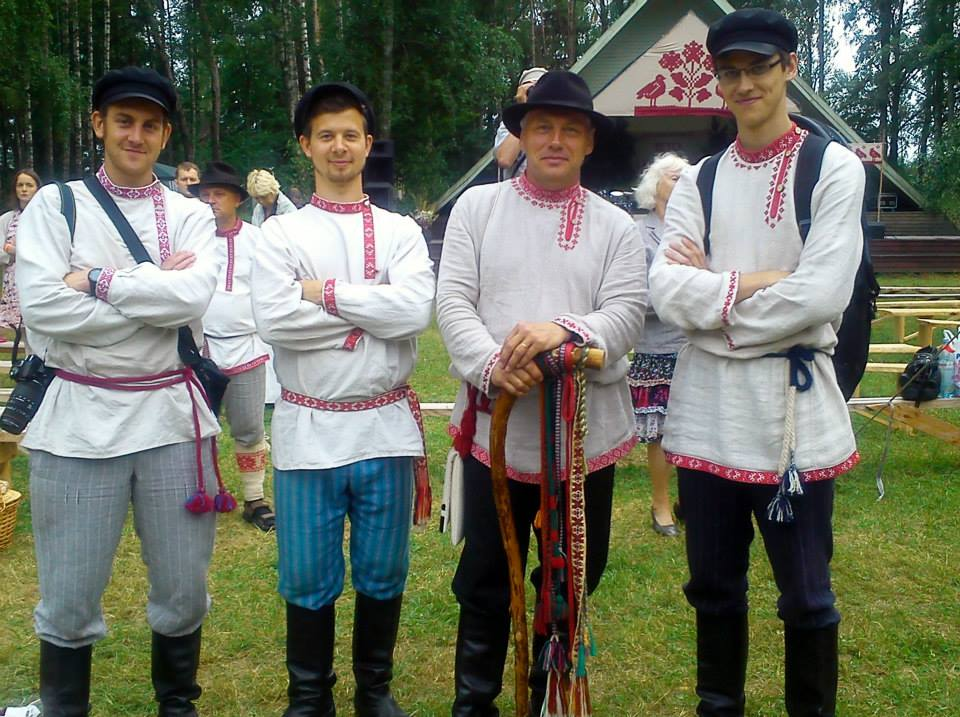
Летняя национальная одежда мужчин сету (Артур Линнус, Ялмар Вабарна, Аарне Лейма и Матис Лейма), 2013 год
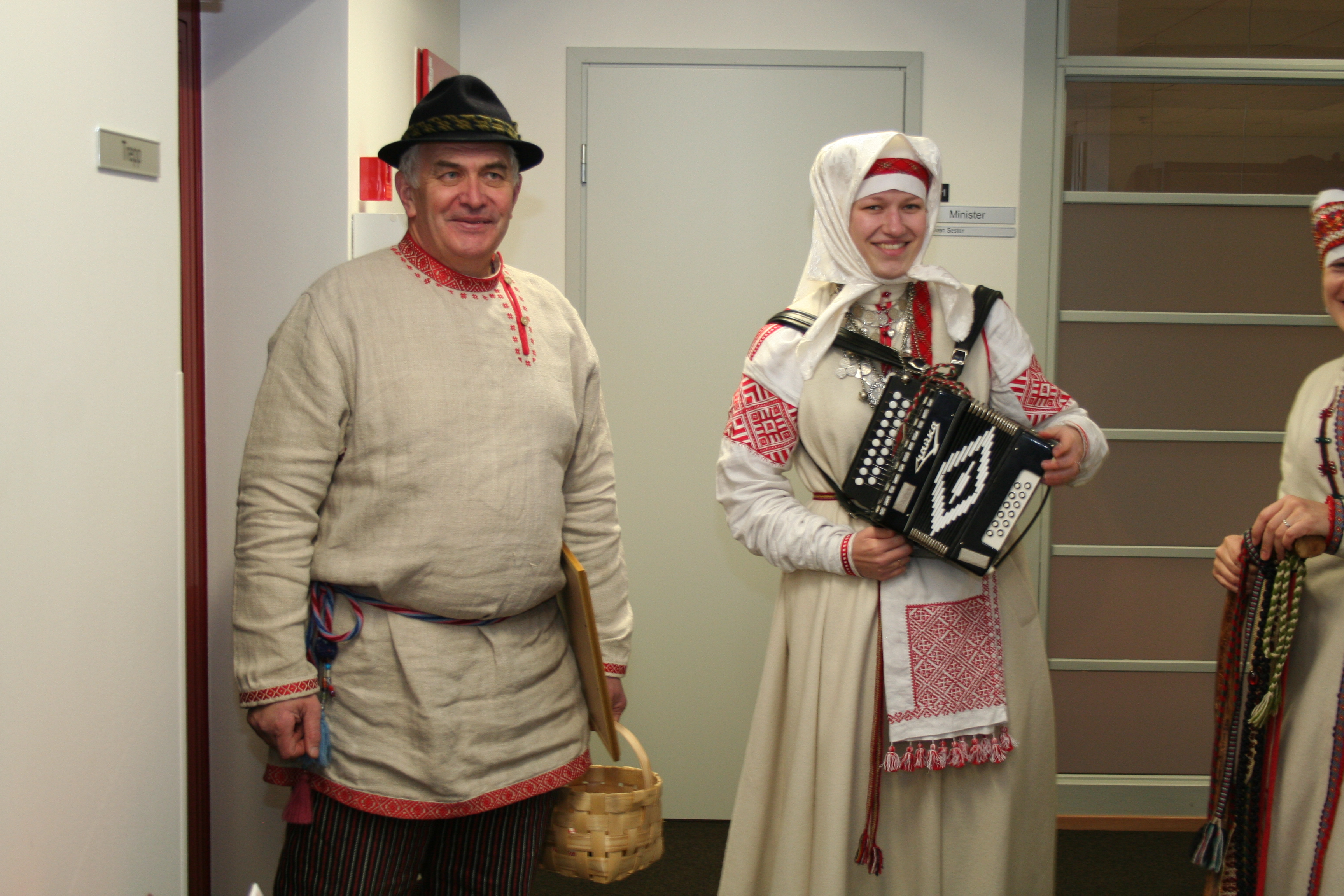
Представители эстонских сету Ааре Хырн и Эвелин Лейма в национальной одежде, 2015 год
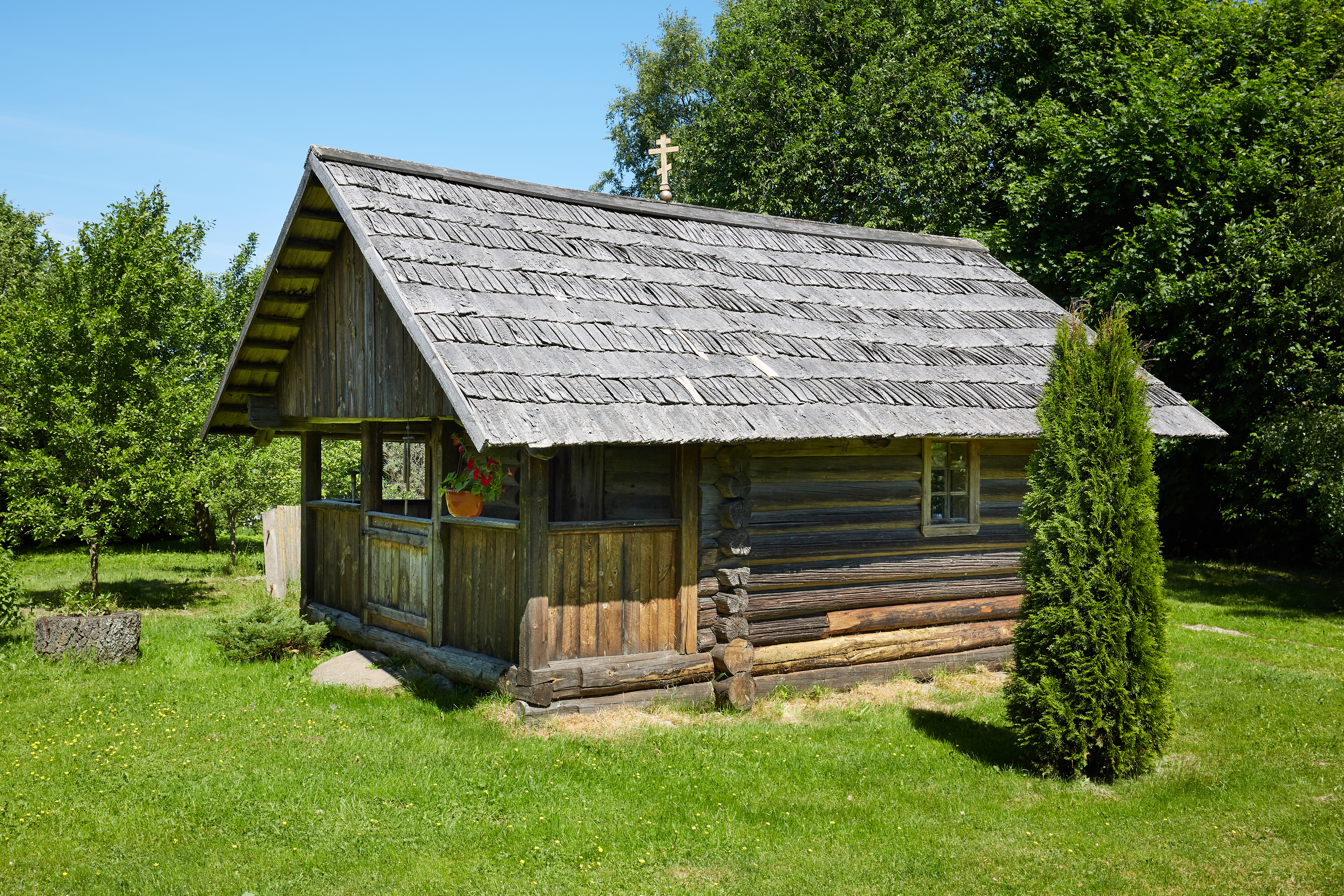
Традиционный цяссон (часовня) сету